# Велвет Ъндърграунд
„Велвет Ъндърграунд“ (на английски: The Velvet Underground) е американска рок група, сформирана в Ню Йорк. Активна е от 1965 до 1973 година с няколко временни събирания по-късно.
Най-известните ѝ членове Лу Рийд и Джон Кейл впоследствие правят успешни солови кариери. Въпреки че нямат търговски успех докато са още заедно, „Велвет Ъндърграунд“ често е определяна от много музикални критици като една от най-важните и влиятелни групи на 1960-те години.
За известно време мениджър на групата е Анди Уорхол. Те са титулярната група в студиото му „Фактъри“ ('Фабриката') и на събитията Exploding Plastic Inevitable ('Експлодиращата пластмаса неизбежна'). Провокативните текстове на някои от песните придават нихилистичен оттенък на музикалния им имидж.
Дебютният им албум е записан съвместно с певицата Нико и носи заглавието The Velvet Underground & Nico (1967). Списание „Ролинг Стоун“ през 2003 година го определя като 13-ия най-велик албум на всички времена, както и „най-пророческия рок албум, правен някога“. Същото издание поставя групата на 19-о място в класацията си „100 най-велики музикални изпълнители на всички времена“ през 2004 година. Сред най-известните им песни са Pale Blue Eyes, Sunday Morning, Femme Fatale и други.

## История

### Образуване и ранен период (1964 – 1966)
Основите на бъдещата група „Велвет Ъндърграунд“ са поставени в края на 1964 година. По това време певецът, автор на песни и китарист Лу Рийд вече е участвал в няколко недълготрайни гаражни групи и е работил като автор на песни за звукозаписната компания „Пикуик Рекърдс“. Рийд се запознава с Джон Кейл, уелсец, преместил се в Съединените щати, след като получава стипендия, за да учи класическа музика. Кейл е работил с експерименталните композитори Корнелиъс Кардю и Ла Монте Йънг, но се интересува и от рок музика. Кейл е приятно изненадан, че склонността към експериментиране на Рийд е сходна с неговата – Рийд понякога използва алтернативни настройки на китарата, за да създава провлачени звуци, подобни на типичните за някои композиции на Йънг. Двамата репетират и свирят заедно, като партньорството и споделените им интереси прокарват пътя на бъдещата група.
Първата група, в която участват Рийд и Кейл е „Примитивс“, нетрайна формация, създадена за записите на „The Ostrich“, сингъл, написан от Рийд, към който Кейл добавя пасаж за виола. Първоначално в „Примитивс“ свири Уолтър Де Мария, който след това е заменен от състудента на Рийд в Сиракюзкия университет Стърлинг Морисън. Морисън и Рийд свирят на китара, Кейл на виола, клавишни и бас, а Ангъс Маклайз се присъединява като перкусионист. Този квартет първоначално се нарича „Уорлокс“, а след това „Фолинг Спайкс“.
По това време става популярна книгата на Майкъл Лий „The Velvet Underground“, посветена на субкултурата на сексуалните парафилии в началото на 60-те години, и нейното заглавие е прието за име на групата през ноември 1965 година.
Приела името „Велвет Ъндърграунд“, групата репетира и има участия в Ню Йорк. Като цяло музиката им е по-спокойна, отколкото става по-късно – Кейл описва този период като отражение на бийт поезията. През юли 1965 година Рийд, Кейл и Морисън записват демо касета и при свое пътуване до Великобритания Кайл се опитва да даде копие от нея на Мериън Фейтфул, надявайки се тя да го покаже на Мик Джагър. От това не излиза нищо, но демо касетата е издадена през 1995 година в пакета „Peel Slowly and See“.
Мениджърът и музикален журналист Ал Ароновиц урежда на групата първото платено участие – 75 долара, за да свирят като подгряваща група в гимназия в Ню Джърси. Маклайз напуска групата, несъгласен с това участие. Той е заместен от Мо Тъкър, по-малката сестра на приятел на Морисън. Тя използва необичаен комплект барабани, а стилът ѝ, първоначално прост и екзотичен, повлиян от Бабатунде Олатунджи и Бо Дидли, става съществена черта от стила на групата. През следващите месеци „Велвет Ъндърграунд“ получава постоянен ангажимент в „Кафе Бизар“ и започва да си създава репутация на обещаваща нова група.

### Анди Уорхол и „Иксплоудинг Пластик Иневитъбъл“ (1966 – 1967)
През 1965 година, след като режисьорката Барбара Рубин го запознава с „Велвет Ъндърграунд“, известният художник Анди Уорхол става мениджър на групата и предлага те да използват в няколко песни германската певица Нико. Популярността на Уорхол помага на групата да придобие по-широка известност. Той им помага да сключат договор за записи с „Ем Джи Ем Върв Рекърдс“ (като самият Уорхол номинално е продуцент), който им осигурява голяма творческа свобода.

## Дискография
- The Velvet Underground & Nico (1967)
- White Light/White Heat (1968)
- The Velvet Underground (1969)
- Loaded (1970)
- Live at Max's Kansas City (записан през 1970, издаден през 1972 г.)
- Squeeze (1973)
- 1969: The Velvet Underground Live (двоен албум, записан наживо през 1969, издаден през 1974 г.)
- VU (записан през 1968 – 1969, издаден през 1985 г.])
- Another View (записан през 1967 – 1969, издаден през 1986 г.)